# Bystrom
Bystrom is een plaats (census-designated place) in de Amerikaanse staat Californië, en valt bestuurlijk gezien onder Stanislaus County.

## Demografie
Bij de volkstelling in 2000 werd het aantal inwoners vastgesteld op 4518.

## Geografie
Volgens het United States Census Bureau beslaat de plaats een oppervlakte van
3,0 km², waarvan 2,9 km² land en 0,1 km² water.

## Plaatsen in de nabije omgeving
De onderstaande figuur toont nabijgelegen plaatsen in een straal van 8 km rond Bystrom.